# Live from London (Keane)
Live from London è l'ottavo EP del gruppo musicale britannico Keane, pubblicato il 28 ottobre 2013 dalla Universal Music Group.

## Descrizione
Pubblicato per il solo download digitale attraverso Amazon.com, l'EP contiene tre brani estratti dal concerto tenuto dal gruppo ai Roundhouse Studios di Londra, lo stesso presente nel DVD della versione Super Deluxe della raccolta The Best of Keane.

## Tracce
1. Somewhere Only We Know (Live at The Hub, Roundhouse Studios, London / 2013) – 3:55
2. Higher Than the Sun (Live at The Hub, Roundhouse Studios, London / 2013) – 3:38
3. Nothing in My Way (Live at The Hub, Roundhouse Studios, London / 2013) – 3:43

## Formazione
- Tom Chaplin – voce
- Tim Rice-Oxley – pianoforte, cori
- Richard Hughes – batteria
- Jesse Quin – percussioni